# Ealdred (Erzbischof von York)
Ealdred (oder Aldred; gestorben am 11. September 1069) war Abt von Tavistock, Bischof von Worcester und Erzbischof von York im angelsächsischen England. Er war mit einer Reihe anderer Geistlicher dieser Zeit verbunden. Nachdem er Mönch im Kloster Winchester geworden war, wurde er um 1027 zum Abt der Abtei Tavistock ernannt. Im Jahr 1046 wurde er in das Bistum Worcester berufen. Ealdred diente neben seinen bischöflichen Aufgaben Eduard dem Bekenner, dem König von England, als Diplomat und militärischer Führer. Er arbeitete daran, einen Verwandten des Königs, Eduard den Exilanten, aus Ungarn nach England zurückzubringen, um einen Erben für den kinderlosen König zu finden. Im Jahr 1058 unternahm er eine Wallfahrt nach Jerusalem als erster Bischof aus England, der dies tat. Als Verwalter der Diözese Hereford war er am Kampf gegen die Waliser beteiligt und erlitt zwei Niederlagen, bevor er eine Einigung mit Gruffydd ap Llywelyn, einem walisischen Herrscher, erzielte.
Im Jahr 1060 wurde Ealdred in das Erzbistum York gewählt, hatte aber Schwierigkeiten, die päpstliche Genehmigung für seine Ernennung zu erhalten, und konnte dies nur dann tun, wenn er versprach, die Bistümer von York und Worcester nicht gleichzeitig zu halten. Er trug dazu bei, die Wahl von Wulfstan zu seinem Nachfolger bei Worcester zu sichern. Während seiner Zeit als Erzbischof baute und verschönerte er Kirchen in seiner Diözese und arbeitete daran, die Fähigkeiten seines Klerus zu verbessern, indem er eine Synode abhielt, die Vorschriften für das Priestertum veröffentlichte.
Einige Quellen berichten, dass es nach dem Tod von König Eduard dem Bekenner im Jahr 1066 Ealdred war, der Harald II. zum König von England krönte. Ealdred unterstützte Harald als König, aber als jener in der Schlacht von Hastings besiegt wurde, setzte Ealdred sich für Edgar Ætheling ein und unterstützte dann Wilhelm den Eroberer, den Herzog der Normandie und einen entfernten Verwandten von König Eduard. Ealdred krönte Wilhelm am Weihnachtstag 1066. König Wilhelm vertraute Ealdred und den anderen englischen Führern nie ganz, und Ealdred musste ihn 1067 zurück in die Normandie begleiten, aber er war vor seinem Tod 1069 nach York zurückgekehrt. Ealdred unterstützte die Kirchen und Klöster in seiner Diözese mit Spenden und Bauvorhaben.